# De Mysteriis Aegyptiorum
Il trattato Sui misteri degli Egiziani, dei Caldei e degli Assiri, abbreviato anche come Theurgia o De Mysteriis Aegyptiorum (o spesso De Mysteriis), è un'opera di filosofia neoplatonica attribuita a Giamblico. Il testo conteneva informazioni sui rituali e la teurgia.
È noto che Porfirio non era d'accordo con Giamblico sulla pratica della teurgia. Il trattato espone le risposte di Giamblico al suo maestro.
Il titolo esatto sarebbe appunto Del maestro Abammone, risposta alla lettera di Porfirio ad Anebo, e spiegazione delle questioni che essa pone, provvisoriamente datata al 1460. Dato il fervore per l'egittologia nell'ambito della filosofia rinascimentale, Marsilio Ficino commentò il testo e rinominò il titolo.

## Paternità dell'opera
Un secolo dopo i Misteri, Proclo ascrisse la paternità dell'opera a Giamblico. Tuttavia, le differenze nello stile e in alcuni punti della dottrina indussero alcuni studiosi a interrogarsi sull'identità del vero autore. Nessuno dubitò per secoli della paternità di Giamblico, finché fu contestata da Christian Meiners nel 1781 e da Adolph von Harless nel 1858. Fu Karl Rasche, allievo di Wilhelm Kroll, a porre fine a questi dubbi nel 1911, sebbene l'accordo fra i filologi non fosse ancora diventato unanime.
Sebbene non sia certa la paternità di Giamblico, è indubbia quella della sua scuola. L'opera è fortemente innovativa per il suo tentativo sistematico di dare una giustificazione speculativa alle pratiche di culto politeiste dell'epoca, segnando una svolta nella storia del pensiero coevo.
Il testo è considerato per il suo contenuto pienamente appartenente alla dottrina del Neoplatonismo. Il suo orientamento è chiaramente religioso, motivo per cui troviamo un lungo elenco di nomi di dei e divinità seguiti da una preghiera finale. Pur appartenendo al genere epistolare, dal punto di vista filosofico fa parte degli zetemata (Ζητήματα), cioè al genere dei paradossi, delle aporie e delle soluzioni, molto diffuso nella filosofia greca.